# 4000 Хипарх
4000 Хипарх (енгл. 4000 Hipparchus) је астероид главног астероидног појаса чија средња удаљеност од Сунца износи 2,589 астрономских јединица (АЈ).
Апсолутна магнитуда астероида је 12,6.